# Toshikatsu Endō
Toshikatsu Endō (jap. 遠藤 利克, Endō Toshikatsu; * 1950 in Takayama, Präfektur Gifu) ist ein japanischer Bildhauer. 

## Leben und Werk
Von 1970 bis 1972 studierte Toshikatsu Endō Bildhauerei an der Kunsthochschule der Bildenden Künste Nagoya (Nagoya Junior College of Plastic Arts). Er lehrt Bildhauerei an deren Mutter-Hochschule, der Zokei-Universität Nagoya. 1975 hatte er seine erste Einzelausstellung in der Galerie Lunami in Tokio.
Toshikatsu Endō nutzt für seine großformatigen Skulpturen und Installationen die Elemente Wasser, Holz, Erde und Feuer. Beeinflusst ist Endō von der Natur, Shintō, Zen und dem Minimalismus.

## Ausstellungen (Auswahl)
- 1986 Nationalmuseum für moderne Kunst, Tokio
- 1987 documenta 8, Kassel
- 1988 45. Biennale di Venezia, Venedig
- 1990 46. Biennale di Venezia, Venedig
- 1993 Invisible Nature Ludwig Museum, Museum of Contemporary Art, Budapest
- 1994 22. Biennale von São Paulo,  São Paulo
- 2006 Modern Japanese Art from the Museum Collection - Nationalmuseum für moderne Kunst, Tokio
- 2011 54. Biennale di Venezia, Venedig
- 2013 55. Biennale di Venezia, Venedig
- 2015 Nicola Carrino, Toshikatsu Endo, Karl Prantl, Neues Museum Nürnberg[4]